# Barbara Tuchman
Barbara Wertheim Tuchman (ur. 30 stycznia 1912 w Nowym Jorku, zm. 6 lutego 1989 w Greenwich) – amerykańska historyczka, autorka bestsellerów, znana także w Polsce.

## Życiorys
Córka bankiera, wnuczka amerykańskiego ambasadora w Turcji. Zaczynała jako dziennikarka. Była korespondentem wojennym podczas wojny w Hiszpanii. Nie miała kierunkowego wykształcenia historycznego. Jej celem było pisanie dla szerokiej publiczności, oparte na obszernych badaniach źródłowych, ale lżejsze od naukowych prac historycznych. 
Za książkę The Guns of August (Sierpniowe salwy) o początku I wojny światowej otrzymała nagrodę Pulitzera w 1963. Po raz drugi została laureatką tej nagrody za Stilwell and the American Experience in China z 1971. Doktor honoris causa m.in. Sorbony, Oxfordu, Harvardu.

## Przekłady w języku polskim
- Sierpniowe salwy, przeł.  Maria J. i Andrzej Michejdowie, przedmowa Franciszek Ryszka, Warszawa: "Czytelnik" 1984 (wyd. 2 - 1988, wyd.3 - 1995).
- Idea i czyn. Anarchiści: 1890-1914, Poznań: Anarchistyczna Oficyna Wydawnicza Nabat.
- Szaleństwo władzy: od Troi do Wietnamu, przeł.  Maria Janina i Andrzej Michejdowie, Katowice: "Książnica", przy współudziale Wydawnictwa Poznańskiego 1992 (The March of Folly).
- Odległe zwierciadło, czyli rozlicznymi plagami nękane XIV stulecie, przeł. Maria J. i Andrzej Michejdowie, Katowice: "Książnica" 1993 (A Distant Mirror) – o Europie XIV wieku.
- Telegram Zimmermanna, przeł. Maria J. i Andrzej Michejdowie, Warszawa: Wydawnictwo Ministerstwa Obrony Narodowej 1988 (wyd. 2 - 1988, wyd. 3 - 1989) (The Zimmermann Telegram) – USA wobec I wojny światowej.
- Wyniosła wieża,  przeł. Janina Zawadzka, Warszawa: "Czytelnik" 1987 (The Proud Tower) – świat w latach 1890-1914.